# Медаль ордена Вітовта Великого
Меда́ль о́рдена Ві́товта Вели́кого (лит. Vytauto Didžiojo ordino medalis) — державна нагорода Литовської Республіки.

## Історія

### Статут медалі ордена Вітовта Великого від 1 вересня 1930 року
У 1940 році, з початком першої окупації Литви радянськими військами та приєднання її до СРСР, нагороду було скасовано.

### Статут медалі ордена Вітовта Великого від 12 вересня 1991 року
Верховна Рада Литовської Республіки 12 вересня 1991 законом «Про ордени, медалі та інші відзнаки» Nr.I-1799 відродила всі державні нагороди, що існували в Литві з 1 вересня 1930 року, крім медалі Первістків Війська.

## Положення про нагороду
|  | 26 стаття. Медаль ордена Вітовта Великого 1. Медаллю ордена Вітовта Великого нагороджуються особи за заслуги перед Литовською державою. 2. Медаль ордена Вітовта Великого — срібна, 38 мм в діаметрі. На лицьовій стороні медалі зображується знак ордена Вітовта Великого. На зворотній стороні медалі — королівська корона, напис «Вітовт Великий» (лит. Vytautas Didysis) і роки його правління «1392-1430». Медаль кріпиться до стрічки ордена Вітовта Великого 32 мм завширшки. 3. Якщо нагороджений медаллю ордена Вітовта Великого відзначився в бою або службі, пов'язаної з ризиком для життя, на стрічці медалі кріпляться схрещені срібні мечі. |

| Лицьова сторона        | Медаль з мечами  |             | Зворотна сторона |
| ---------------------- | ---------------- | ----------- | ---------------- |
|                        |                  |             |                  |
|                        |                  |             |                  |
| медаль 1991–2002 років |                  |             |                  |
| 1-я ступінь            | 2-я ступінь      | 3-я ступінь | Зворотна сторона |
|                        |                  |             |                  |
| медаль 1930–1940 років |                  |             |                  |
| Лицьова сторона        | Зворотна сторона | Деталі      | Деталі           |
|                        |                  |             |                  |

## Нагородження медаллю
База даних осіб, нагороджених медаллю ордена Вітовта Великого доступна на сторінці Президента Литовської Республіки.